# 美国公理会中国差会
美国公理会差会（American Board of Commissioners for Foreign Missions，ABCFM），又音译美部會或亚比丝喜美总会，是紧随伦敦会和荷蘭传教会（Netherlands Missionary Society）之后，第三个进入中国的更正教差会，也是第一个进入中国的美国差会。1829年，雅裨理和裨治文两位牧师出发，次年2月在中国受到马礼逊的接待；他们在海峡殖民地的华人和马来人中间工作。
美部會随后又接连派遣多名传教士。帝禮仕（Ira Tracy）和衛三畏（Samuel Wells Williams）在1833年定居新加坡和澳门，同年杨顺（Stephen Johnson）和Samuel Munson牧师前往曼谷和苏门答腊。
到1890年，公理会已经在中国的直隶、福建、山西、山东、广东5省建立了14个传教士驻扎总堂，有28名传教士、16名单身女传教士、10名医疗传教士、4名本地牧师、105名未受圣职的本地助手，将近1000名领圣餐信徒、450名学生，为在华主要西差会之一。但是此后美国公理会差会在中国的传教事业扩展较慢，逐渐落后于其他不少差会。
1919年，美国公理会差会在华传教士198人，在各省分布情况如下：
1. 直隶81人
2. 福建56人
3. 山东26人
4. 山西24人
5. 广东广州11人

1919年美国公理会在华受餐信徒14003人，在各省分布情况如下：
1. 直隶4432人
2. 福建3195人
3. 广东3098人
4. 山东1542人
5. 山西1495人
6. 陕西241人

## 广东
1835年，伯驾医生在广州十三行创办博济医院（后来转交给长老会）。1847年，裨治文去上海翻译圣经，公理会将广州传教站让给长老会。1883年，喜嘉理至香港，恢复广州香港公理会。香港公理会堂为孙中山受洗处。广州公理会设有西村堂。
1919年，公理会在广东省驻有外国职员11人（均住在广州），有27处布道区，受圣餐信徒3098人（居该省各差会第7名，次于美北长老会、巴色会、美南浸信会、英国长老会、德国信义会和美北浸礼会）。由于公理会这次重返华南地区传教的缘由很大程度是受旅美粤籍华侨的呼吁所推动，因此公理会在华南地区的布道区域主要面向华侨的故乡，例如四邑地区、中山、佛山、广州等地设立宣教基址。此外，公理会曾计划在新宁（台山）与美北长老会、循道会联合设立协和总堂。
1920年代，旅美华侨基督徒组织的中华纲纪慎自理传道会（公理会）回国投资建造广州光孝堂。1919年，美国公理会差会撤出广东，移交给同宗派的华人教会，中华基督教会。

## 福建

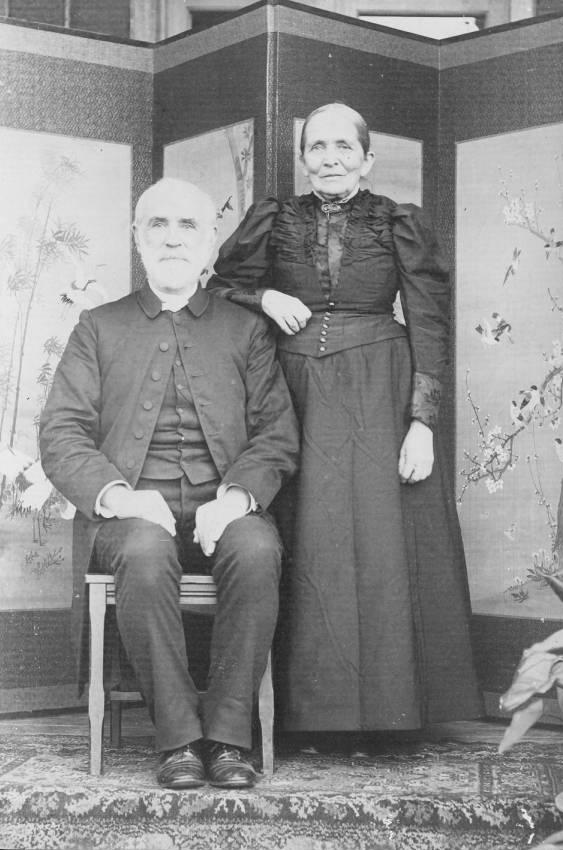
夏察理夫妇在福州

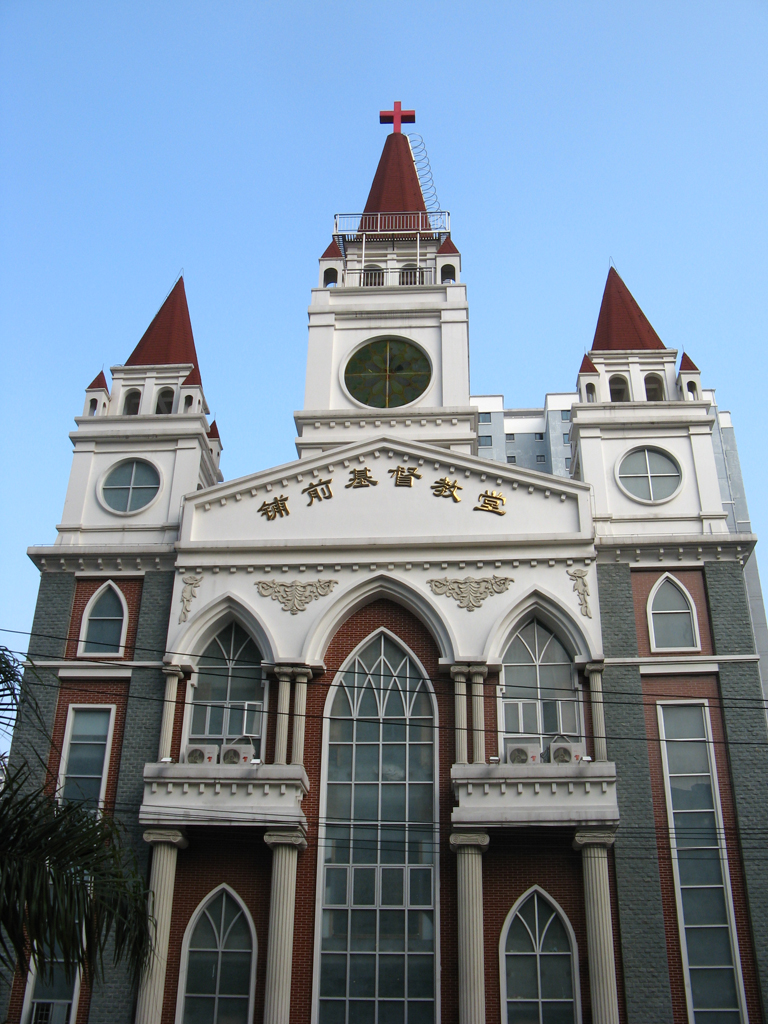
今日福州铺前堂

1842年《南京条约》签字之前，雅裨理进入厦门，直到1846年去世。1847年1月2日，原在暹罗向华侨传教的杨顺（Stephen Johnson）到达福州，为第一个进入福州的更正教传教士。随后弼利民（Lyman Birt Peet）、摩嘉立（Caleb Cook Baldwin）、卢公明（Justus Doolittle）、夏察理（Charles Hartwell）等人陆续前来加入。卢公明创办了格致书院（福州第五中学的前身）及文山女中（福州第八中学的前身）。1858年，杨顺创建了该会在福建的第一座教堂铺前顶救主堂。公理会在福州创建的第2座教堂城内观巷刘公纪念堂是公理会闽北教区以及1927年以后的中华基督教会闽中协会的总堂。公理会在福州城内外先后设立众多的教堂，包括洪山桥洪山堂、塔头桥尚德堂、马尾堂、西门堂、杨桥巷福世堂、澳桥下晨世堂、开元楼开元堂、三保堂、后洋里后洋堂、窗下堂、水部街水部堂、霞浦街霞浦堂、后屿堂、后洲堂、闽侯南通堂等，城区内以今鼓楼区及台江区颇为密集。
19世纪，公理会在福建省建立了4座总堂：福州（1847年）、长乐（1863）、永泰（1864）、邵武（1874）。到1919年，公理会在福建省驻有外国职员56人，有82处布道区，受圣餐信徒3195人（居该省各差会第3名，仅次于美以美会和英国圣公会）。
該省的建宁县是美国公理会中国差会在1890年以后唯一增设的传教总堂。

## 华北
公理会是第一个进入直隶省的更正教差会：1860年进入天津，1864年白汉理进入北京，随后进入张家口、通州（1867）、保定（1873）。1880年以前，公理会总堂比其他差会多一倍有余。公理会的华北总部设在北京灯市口教堂。公理会在通州成立了潞河书院，讲授天文学、数学、自然哲学和历史，为燕京大学前身之一。1900年庚子事变中，该省传教机构几乎完全被摧毁。事变平息以后，信徒迅速增长，到1919年，公理会在直隶省驻有外国职员81人，有48处布道区，受圣餐信徒4432人（居该省各差会第2名，仅次于美以美会）。
1902年，梅子明在灯市口大街重建的灯市口教堂，为北京最大的基督教堂。两侧分别开设育英中学、贝满女中。灯市口教堂毁于1966年的文化大革命。

## 山东
公理会在山东省的传教工作开始于1878年的赈灾。1880年，公理会的明恩溥在该省西北部的恩县庞庄建立正式的传教工作。1886年，金法兰在运河边的港口城市临清建立起公理会在山东的第二处总堂。1900年庚子事变中，两处总堂均被义和团摧毁。此后，临清总堂得到重建，庞庄总堂则迁往德州。1919年，公理会在山东省驻有外国职员26人，有36处布道区，受圣餐信徒1542人（居该省各差会第6名，次于美北长老会、美南浸信会、英国浸礼会、美以美会和圣道公会）。

## 山西
公理会在山西省的传教工作开始于1881年，来自美国欧柏林大学得冕路德牧师夫妇来到山西省，原计划在省会太原创办第一座总堂，但是由于各差会协约的限制，于是转往太原以南的太谷县建立总堂。1887年，公理会在汾州创建该省第二座总堂。位于一片鸦片种植区的中心；公理会在山西省的早期工作中，以开设戒烟局吸引信徒为主。1900年7月31日，6名传教士在太谷遇害；8月15日，在汾州的公理会传教士亦遭杀害。庚子事变后，山西只有125名公理会信徒。1902年，公理会唯一幸存的传教士文阿德返回太谷，欧柏林大学也陆续增派人力。此后，信徒人数迅速增长，到1919年，公理会在山西省驻有外国职员24人，有51处布道区，受圣餐信徒1495人（居该省各差会第2名，仅次于内地会）。
公理会的教会学校，在山西省占有突出的地位。1919年，山西有7所教会中学，其中3所为公理会创办，包括太谷铭贤中学、汾阳铭义中学和崇德女中。

## 陕西
公理会亦从山西渡过黄河进入陕西省北部，布道范围包括榆林、绥德、清涧、米脂、横山、延川、吴堡等10县。该区没有外国传教士驻扎，教务由中国职员负责。1919年，公理会在陕西省有28处布道区，受圣餐信徒241人（居该省各差会第5名，次于北美瑞挪会、英国浸礼会、瑞华会和内地会）。